# Municipio de Granite (Kansas)
El municipio de Granite (en inglés: Granite Township) es un municipio ubicado en el condado de Phillips en el estado estadounidense de Kansas. En el año 2010 tenía una población de 31 habitantes y una densidad poblacional de 0,34 personas por km².

## Geografía
El municipio de Granite se encuentra ubicado en las coordenadas 39°57′6″N 99°27′00″O / 39.95167, -99.45000. Según la Oficina del Censo de los Estados Unidos, el municipio tiene una superficie total de 92.27 km², de la cual 92,15 km² corresponden a tierra firme y (0,14 %) 0,13 km² es agua.

## Demografía
Según el censo de 2010, había 31 personas residiendo en el municipio de Granite. La densidad de población era de 0,34 hab./km². De los 31 habitantes, el municipio de Granite estaba compuesto por el 100 % blancos. Del total de la población el 0 % eran hispanos o latinos de cualquier raza.